# رانبو كيتان: لابلاس غيم
رانبو كيتان: لابلاس غيم (باليابانية: 乱歩奇譚 Game of Laplace، بالروماجي: Ranpo Kitan Gēmu Obu Rapurasu) هو مسلسل أنمي تلفزيوني من إخراج سيجي كيشي وتأليف ماكوتو أويزو، ومن إنتاج استوديو ليرتشي، عرض في 2 يوليو عام 2015 واستمر عرضه حتى 17 سبتمبر عام 2015، تلفزيون فوجي في فقرة نويتامينا، وتكون من 11 حلقة.

## القصة
تدور أحداث القصة في مدرسة المتوسط حيث تم قتل وتقطيع أوصال المعلم. كوباياشي يوشيو هو طالب في هذه المدرسة والمشتبه به الرئيسي في القضية، يلتقي بالمحقق العبقري أكيتشي، الذي يأتي إلى المدرسة للتحقيق في القضية. بعد أن تم تبرئته كوباياشي من الجريمة يهتم بأكيتشي يتطوع ليكون مساعده.

## الشخصيات
كوغورو أكيتشي (باليابانية: アケチ コゴロウ، بالروماجي: Akechi Kogorō)
أداء صوتي: تاكاهيرو ساكوراي
كوباياشي يوشيو (باليابانية: コバヤシ، بالروماجي: Kobayashi)
أداء صوتي: ريي تاكاهاشي
سوجي هاشيبا (باليابانية: ハシバ، بالروماجي: Hashiba)
أداء صوتي: دايكي ياماشيتا
هانابيشي (باليابانية: ハナビシ، بالروماجي: Hanabishi)
أداء صوتي: ماي ناكاهارا
كيسوكي كاغامي (باليابانية: カガミ ケイスケ، بالروماجي: Kagami Keisuke)
أداء صوتي: كاتسويوكي كونيشي
ناكامورا (باليابانية: ナカムラ، بالروماجي: Nakamura)
أداء صوتي: تشو
بلاك ليزارد (باليابانية: 黒蜥蜴، بالروماجي: Kuro Tokage)
أداء صوتي: يوكو هيكاسا
رجل الظل (باليابانية: 影男، بالروماجي: Kage Otoko)
أداء صوتي: تاكيهيتو كوياسو
مينامي (باليابانية: ミナミ، بالروماجي: Minami)
أداء صوتي: ساكي فوجيتا
كوربسي (باليابانية: 死体君، بالروماجي: Shitai-kun)
أداء صوتي: كابي ياماغوتشي
توكيكو كاغامي (باليابانية: カガミ 時子، بالروماجي: Kagami Tokiko)
أداء صوتي: ميغومي تويوغوتشي
ناثان ناميكوشي (باليابانية: ナミコシ، بالروماجي: Namikoshi)
أداء صوتي: جون فوكوياما

## وصلات خارجية
- موقع الأنمي الرسمي باللغة اليابانية
- رانبو كيتان: لعبة لابلاس على موقع IMDb (الإنجليزية)
- رانبو كيتان: لعبة لابلاس على موقع كينوبويسك (الروسية)
- رانبو كيتان: لعبة لابلاس على موقع قاعدة بيانات الفيلم (الإنجليزية)
- رانبو كيتان: لعبة لابلاس على موقع ANN anime (الإنجليزية)